# Abri Anton
L'abri Anton est un abri sous roche et un site préhistorique situé dans la municipalité de Mula, dans la région de Murcie, en Espagne. Il a livré une occupation moustérienne allant jusqu'à 37 000 ans avant le présent, l'une des plus récentes connues à ce jour.

## Situation
L'abri Anton est situé à environ 60 km de la côte méditerranéenne, au pied d'une falaise de 25 m de haut, sur la rive droite de la rivière Mula, un affluent de la Segura. Il se trouve sur la rive actuelle du lac de retenue de Cierva,.

## Historique
Les premières fouilles, en 1991, ont mis au jour les traces d’une occupation humaine préhistorique. Lors de nouvelles fouilles en 2007 et 2008, un coquillage coloré artificiellement a été découvert.

## Description
L'abri Anton est un grand abri sous roche creusé par la rivière Mula. Il présente une séquence stratigraphique moustérienne de plus de 4 mètres d'épaisseur, constituée de sédiments déposés par la rivière. Les vestiges archéologiques sont toutefois peu nombreux avant d'arriver à la couche supérieure, ce qui reflète une occupation humaine probablement sporadique.

## Datation
La couche la plus haute (niveau I-k) a été datée en 2010 par le chercheur portugais João Zilhão, par datation par le carbone 14 de charbons de bois, de 37,4 ka calibrés avant le présent (calAP).
Selon une autre datation réalisée en 2017 par João Zilhão, la couche I-k est âgée de 37,1 ka calAP tout au plus, ce qui fait de l'abri Anton l'un des sites connus les plus récents à avoir livré des traces de l'Homme de Néandertal.

## Industrie lithique
L'abri a livré une industrie lithique moustérienne.

## Coquillage
On a trouvé dans la couche I-k de l'abri Anton un coquillage de pecten, perforé d'un trou de 6 mm de diamètre, coloré sur sa face externe avec un pigment orange, mélange de goethite jaune et d'hématite rouge, tandis que sa face interne portait sa couleur rouge naturelle. Ce coquillage a dû être rapporté de la côte, éloignée d'environ 60 km.

## Analyse
João Zilhão et son équipe ont interprété le coquillage coloré comme un probable ornement corporel, et donc comme la trace d'un usage « esthétique et probablement symbolique ». Cette découverte et une autre similaire faite à l'abri des Avions (es), aussi dans la région de Murcie, ont conduit João Zilhão et son équipe à suggérer en 2010 l'existence d'une pensée symbolique chez l'Homme de Néandertal, comparable à celle d'Homo sapiens.